# Гао-ди (Южная Ци)
(Южно-)Циский Гао-ди (кит. трад. (南)齊高帝), личное имя Ся́о Даочэ́н (кит. трад. 蕭道成, пиньинь Xiāo Dàochéng, 427—482) — полководец империи Сун, свергнувший правящую династию и севший на трон сам, в результате чего на месте империи Сун появилась империя Ци (чтобы отличать от прочих государств с названием «Ци», в исторических работах её называют Южная Ци). Храмовое имя: Тай-цзу (太祖).

## Биография
Родился в 427 году; его род восходит к Сяо Хэ — главному министру империи Хань. Уже в 15 лет вступил в армию.
После того, как в 466 году в империи Сун был свергнут Лю Цзые и началась борьба за трон, Сяо Даочэн встал на сторону Лю Юя, утвердившегося на престоле под тронным именем «Мин-ди», за что получил от него титулы и высокие посты. В 472 году император скончался, и на престол был возведён его 9-летний сын Лю Юй. Императорский дядя Лю Сюфан летом 474 года поднял восстание, но командовавший столичным гарнизоном Сяо Даочэн подавил восстание и убил Лю Сюфана.
К 477 году молодой император стал окончательно неконтролируемым, и творил всё, что хотел. Он и его охрана охотились на людей как на животных, и император лично вскрывал трупы жертв. В итоге Сяо Даочэн, который также чуть не был убит императором ради развлечения, организовал заговор, и 7 числа 7 месяца по лунному календарю Ян Юйфу обезглавил императора, пока тот спал. После этого Сяо Даочэн провозгласил от имени вдовствующей императрицы указ, оправдывающий убийство императора, который посмертно был понижен в ранге до Цанъуского князя (蒼梧王); на престол был возведён его младший брат Лю Чжунь, получивший тронное имя «Шунь-ди».
Генерал Шэнь Ючжи обвинил Сяо Даочэна в узурпации власти и поднял против него восстание в провинции Цзинчжоу (занимала центральную и западную части современной провинции Хубэй), а Юань Цань и Лю Бин попытались устроить переворот при Дворе, однако попытка переворота была подавлена, а весной 478 года было подавлено и восстание Шэнь Ючжи. Не имея больше препятствий, Сяо Даочэн стал собирать в своих руках всё большую и большую власть, а также убил нескольких императорских братьев. В 479 году Сяо Даочэн получил титул «Циский князь» (齊王). Летом 479 года была организована церемония, на которой Лю Чжунь передал императорскую власть Сяо Даочэну, в результате чего прекратила своё существование империя Сун и началась империя Ци.
Вскоре после этого было получено известие, что государство Северная Вэй готовит нападение, чтобы восстановить империю Сун путём возведения на престол бежавшего в Вэй ещё в 465 году Лю Чана (сына императора Вэнь-ди). Северные границы были подготовлены к обороне, и вэйское нападение зимой 479 года было отражено. Осознав, что столица практически беззащитна, император начал возведение стены вокруг Цзянькана.
Весной 482 года император скончался.

## Девизы правления
- Цзянъюань (建元) (479—482)